# Alcippe brun
Alcippe brunneicauda
Espèce
Statut de conservation UICN

NT : Quasi menacé
L'Alcippe brun (Alcippe brunneicauda) est une espèce d'oiseaux passereaux de la famille des Pellorneidae.

## Habitat et répartition
Cet oiseau vit dans la péninsule Malaise et sur les îles de Bornéo et de Sumatra. Il habite les forêts tropicales et subtropicales de basse altitude.

## Taxonomie

### Sous-espèces
- Alcippe brunneicauda brunneicauda
- Alcippe brunneicauda eriphaea